# Oulu Northern Lights 2023
Questa voce raccoglie le informazioni riguardanti gli Oulu Northern Lights nelle competizioni ufficiali della stagione 2023.

## Maschile

### I-divisioona 2023

#### Stagione regolare
| Oulu 27 maggio 2023, ore 12:00 1ª giornata | Oulu Northern Lights | 10 – 40 (8-20 0-0 0-20 2-0) referto | Pirkkala Spartans | Heinäpään tekonurmi (101 spett.)\| Arbitro: \| T. Julkunen \| |
| Arbitro:                                   | T. Julkunen          |                                     |                   |                                                               |

| Vantaa 4 giugno 2023, ore 12:00 2ª giornata | Vantaan TAFT | 27 – 16 (7-0 7-0 0-16 13-0) referto | Oulu Northern Lights | Myyrmäen jalkapallostadion |

| Kotka 10 giugno 2023, ore 18:00 3ª giornata | Kotka Eagles | 55 – 22 (7-6 20-0 20-14 8-2) referto | Oulu Northern Lights | Karhulan keskuskenttä (80 spett.)\| Arbitro: \| Kalliokoski \| |
| Arbitro:                                    | Kalliokoski  |                                      |                      |                                                                |

| Tampere 17 giugno 2023, ore 18:00 4ª giornata | Tampere Saints | 49 – 0 (28-0 14-0 0-0 7-0) referto | Oulu Northern Lights | Pyynikin urheilukenttä (176 spett.)\| Arbitro: \| Nik. Olsson \| |
| Arbitro:                                      | Nik. Olsson    |                                    |                      |                                                                  |

| Oulu 8 luglio 2023, ore 13:00 6ª giornata | Oulu Northern Lights | 6 – 35 (0-23 0-6 0-0 6-6) referto | Tampere Saints | Castrenin urheilukeskus (125 spett.)\| Arbitro: \| M. Immonen \| |
| Arbitro:                                  | M. Immonen           |                                   |                |                                                                  |

| Oulu 22 luglio 2023, ore 13:00 8ª giornata | Oulu Northern Lights | - – - (annullata) referto | Helsinki Wolverines II | Castrenin urheilukeskus |

| Pirkkala 29 luglio 2023, ore 16:00 9ª giornata | Pirkkala Spartans | 19 – 12 (3-0 6-6 3-0 7-6) referto | Oulu Northern Lights | Pirkkalan keskuskenttä (120 spett.)\| Arbitro: \| T. Lindroos \| |
| Arbitro:                                       | T. Lindroos       |                                   |                      |                                                                  |

### II-divisioona 2023

#### Playoff
| Oulu 19 agosto 2023, ore 18:00 Semifinale | Oulu Northern Lights | 16 – 28 (0-0 8-14 8-7 0-7) referto | Kuusankoski Cowboys | Castrenin urheilukeskus |

### Statistiche di squadra
| Competizione           | %Vittorie | In casa | In casa | In casa | In casa | In casa | In casa | In trasferta | In trasferta | In trasferta | In trasferta | In trasferta | In trasferta | Totale | Totale | Totale | Totale | Totale | Totale |
| Competizione           | %Vittorie | G       | V       | N       | P       | Pf      | Ps      | G            | V            | N            | P            | Pf           | Ps           | G      | V      | N      | P      | Pf     | Ps     |
| ---------------------- | --------- | ------- | ------- | ------- | ------- | ------- | ------- | ------------ | ------------ | ------------ | ------------ | ------------ | ------------ | ------ | ------ | ------ | ------ | ------ | ------ |
| Stagione regolare (1D) | .000      | 2       | 0       | 0       | 2       | 16      | 75      | 4            | 0            | 0            | 4            | 50           | 150          | 6      | 0      | 0      | 6      | 66     | 225    |
| Playoff (2D)           | .000      | 1       | 0       | 0       | 1       | 16      | 28      | 0            | 0            | 0            | 0            | 0            | 0            | 1      | 0      | 0      | 1      | 16     | 28     |
| Totale                 | .000      | 3       | 0       | 0       | 3       | 32      | 103     | 4            | 0            | 0            | 4            | 50           | 150          | 7      | 0      | 0      | 7      | 82     | 253    |

### Statistiche personali
Statistiche relative solo alla I-divisioona.

#### Marcatori
| Giocatore       | Ruolo | TD rush | TD recv | TD int | TD p.ret | TD k.ret | TD oth | Xp1 | Xp2 | FG | Saf | Totale |
| --------------- | ----- | ------- | ------- | ------ | -------- | -------- | ------ | --- | --- | -- | --- | ------ |
| R. Herbin       |       | 1       | 0       | 1      | 0        | 2        | 0      | 0   | 1   | 0  | 0   | 26     |
| P. Pylvas       |       | 2       | 0       | 0      | 0        | 0        | 0      | 0   | 1   | 0  | 0   | 14     |
| M. Kullas       |       | 0       | 0       | 0      | 0        | 0        | 1      | 0   | 0   | 0  | 1   | 8      |
| S. Iso-Mottonen |       | 0       | 1       | 0      | 0        | 0        | 0      | 0   | 0   | 0  | 0   | 6      |
| J. Kotajarvi    |       | 1       | 0       | 0      | 0        | 0        | 0      | 0   | 0   | 0  | 0   | 6      |
| T. Puranen      |       | 0       | 0       | 0      | 0        | 0        | 0      | 0   | 2   | 0  | 0   | 4      |
| Team            |       | 0       | 0       | 0      | 0        | 0        | 0      | 0   | 0   | 0  | 1   | 2      |

#### Passer rating
| Giocatore    | G | Att | Comp | Int | Yds | TD | NFL   | NCAA  |
| ------------ | - | --- | ---- | --- | --- | -- | ----- | ----- |
| J. Kotajarvi | 6 | 112 | 42   | 8   | 353 | 1  | 19,68 | 52,64 |

## Femminile

### Naisten Vaahteraliiga 2023

#### Stagione regolare
| Oulu 13 maggio 2023, ore 18:00 2ª giornata | Oulu Northern Lights | 13 – 46 (0-16 13-0 0-14 0-16) referto | Helsinki Wolverines | Heinäpään tekonurmi (104 spett.)\| Arbitro: \| M. Viitanen \| |
| Arbitro:                                   | M. Viitanen          |                                       |                     |                                                               |

| Turku 4 giugno 2023, ore 12:00 3ª giornata | Turku Trojans  | 48 – 28 (22-7 13-0 13-7 0-14) referto | Oulu Northern Lights | Yläkenttä (155 spett.)\| Arbitro: \| J. Kalliokoski \| |
| Arbitro:                                   | J. Kalliokoski |                                       |                      |                                                        |

| Tampere 10 giugno 2023, ore 13:00 4ª giornata | Tampere Saints | 56 – 0 (15-0 21-0 14-0 6-0) referto | Oulu Northern Lights | Pyynikin urheilukenttä (116 spett.)\| Arbitro: \| P. Roimela \| |
| Arbitro:                                      | P. Roimela     |                                     |                      |                                                                 |

| Helsinki 9 luglio 2023, ore 12:00 7ª giornata | Helsinki Wolverines | 22 – 6 (0-0 14-6 8-0 0-0) referto | Oulu Northern Lights | Velodromo di Helsinki\| Arbitro: \| V. Lamminsalo \| |
| Arbitro:                                      | V. Lamminsalo       |                                   |                      |                                                      |

| Oulu 15 luglio 2023, ore 13:00 8ª giornata | Oulu Northern Lights | 10 – 39 (0-14 7-13 0-12 3-0) referto | Turku Trojans | Castrenin urheilukeskus (103 spett.)\| Arbitro: \| M. Immonen \| |
| Arbitro:                                   | M. Immonen           |                                      |               |                                                                  |

| Oulu 22 luglio 2023, ore 18:00 9ª giornata | Oulu Northern Lights | 0 – 14 (0-0 0-0 0-6 0-8) referto | Tampere Saints | Castrenin urheilukeskus (77 spett.)\| Arbitro: \| M. Immonen \| |
| Arbitro:                                   | M. Immonen           |                                  |                |                                                                 |

#### Playoff
| Turku 4 agosto 2023, ore 19:00 Semifinale | Turku Trojans | 33 – 18 (13-6 6-6 7-0 7-6) referto | Oulu Northern Lights | Yläkenttä (150 spett.)\| Arbitro: \| J. Lehtinen \| |
| Arbitro:                                  | J. Lehtinen   |                                    |                      |                                                     |

### Statistiche di squadra
| Competizione      | %Vittorie | In casa | In casa | In casa | In casa | In casa | In casa | In trasferta | In trasferta | In trasferta | In trasferta | In trasferta | In trasferta | Totale | Totale | Totale | Totale | Totale | Totale |
| Competizione      | %Vittorie | G       | V       | N       | P       | Pf      | Ps      | G            | V            | N            | P            | Pf           | Ps           | G      | V      | N      | P      | Pf     | Ps     |
| ----------------- | --------- | ------- | ------- | ------- | ------- | ------- | ------- | ------------ | ------------ | ------------ | ------------ | ------------ | ------------ | ------ | ------ | ------ | ------ | ------ | ------ |
| Stagione regolare | .000      | 3       | 0       | 0       | 3       | 23      | 99      | 3            | 0            | 0            | 3            | 34           | 126          | 6      | 0      | 0      | 6      | 57     | 225    |
| Playoff           | .000      | 0       | 0       | 0       | 0       | 0       | 0       | 1            | 0            | 0            | 1            | 18           | 33           | 1      | 0      | 0      | 1      | 18     | 33     |
| Totale            | .000      | 3       | 0       | 0       | 3       | 23      | 99      | 4            | 0            | 0            | 4            | 52           | 159          | 7      | 0      | 0      | 7      | 75     | 258    |

### Statistiche personali

#### Marcatrici
| Giocatore  | Ruolo | TD rush | TD recv | TD int | TD p.ret | TD k.ret | TD oth | Xp1 | Xp2 | FG | Saf | Totale |
| ---------- | ----- | ------- | ------- | ------ | -------- | -------- | ------ | --- | --- | -- | --- | ------ |
| Törmänen   |       | 5       | 0       | 0      | 0        | 0        | 0      | 0   | 0   | 0  | 0   | 30     |
| Kyröläinen |       | 2       | 0       | 0      | 0        | 0        | 0      | 6   | 0   | 1  | 0   | 21     |
| Laamanen   |       | 1+1     | 0       | 0      | 0        | 0        | 0      | 0   | 0   | 0  | 0   | 12     |
| Suorsa     |       | 0       | 0       | 0      | 0        | 0+1      | 0      | 0   | 0   | 0  | 0   | 6      |
| Yliuntinen |       | 0       | 0+1     | 0      | 0        | 0        | 0      | 0   | 0   | 0  | 0   | 6      |

#### Passer rating
| Giocatore | G   | Att   | Comp | Int | Yds    | TD  | NFL   | NCAA  |
| --------- | --- | ----- | ---- | --- | ------ | --- | ----- | ----- |
| Törmänen  | 6+1 | 34+14 | 6+8  | 8+1 | 64+133 | 0+1 | 11,55 | 33,02 |